# Анхис
Анхис (грч. Ἀγχίσης) је у грчкој митологији био син Каписа и Темисте, Хијеромнеме, Егесте или Еуридике, тројански принц.

## Етимологија
Име Анхис има значење „онај који је живео са богињом“.

## Митологија
У младости је живео на планини Иди, где је ловио и чувао говеда. Такође је и путовао по егејским острвима и Грчкој и тако се спријатељио са Анијем и Евандром. Био је изузетно леп, па се у њега заљубила богиња Афродита. Заправо, љубав у њеном срцу је распламсао Зевс, како би је казнио што богове наводи на љубав према смртницима. Богињу су харите припремиле у њеном храму на Криту, а она се одевена у најлепше хаљине и накит појавила пред Анхисом. Он је подозревао да је она заправо божанство, али га је разуверила речима да је кћерка фригијског краља Отреја. Ипак, Афродита му је коначно признала да је богиња и да ће му родити сина, владара Тројанаца. Постиђена што је зачела са смртником, далеко од очију богова, крај реке Симоис је родила Енеју, а по неким предањима и Лирна (или Лира). Иако га је богиња заветовала да не ода њен идентитет, он се ипак похвалио другарима, због чега га је Зевс казнио муњом, односно ослепео га је или обогаљио. Према једној причи, живот му је спасила Афродита својим појасом, тако да се гром уземљио крај његових ногу, али га је ипак обогаљио. Постоје наводи да се Анхис убио, али не и кад, нити дају неке детаље о томе. Анхис се оженио Ериоподом која му је родила више кћери, међу којима се издвајала Хиподамија. Живот је провео у сенци Пријама и Лаомедонта, који је поседовао божанске коње. Тајно је привео његовим коњима своје кобиле и оне су ождребиле шест младунаца, од којих је два поклонио свом сину Енеји. У време тројанског рата је већ био старац и након пада Троје, пратио је Енеју на путу ка Италији. Енеја га је спасио из запаљеног града носећи га на рамену, а и свог сина Асканија, држећи га за руку. Ово спасавање три генерације је, према некима, било дело саме Афродите која их је водила кроз борбу и разарање, склањајући пламен од њих. Према другој причи, Енеја је са својим људима држао део града, не дозвољавајући приступ уљезима. У каснијим преговорима, дозволио је људима да понесу од своје имовине онолико колико су могли. Док су други носили злато и сребро, он је понео свог оца на раменима. Због овог геста, Агамемнон је заповедио да нико не сме да науди тако примерном и побожном сину, а Ахејани су дозволили Енеју да поново бира шта ће понети од свог покућства. Он је изабрао тзв. кућне богове, заправо уметничка дела која су представљала два младића са копљима и који су сматрани боговима трка, породице, куће и имовине. Постављени су били у Лавинијуму у Италији, али су касније однесени у Албу. Међутим, током ноћи су се сами вратили у Лавинијум. Помиње се више места где би могао бити Анхисов гроб. Умро је или на Иди, на полуострву Палена, у Аркадији, на Епиру, у јужној Италији или код Дрепанона. Помиње се и да је сахрањен у подножју планине Анхисије, назване по њему. Након смрти, Енеја га је срео на Елисинским пољима, где је од њега сазнао неке мистерије живота, укључујући и сопствену судбину. Према Анхисовим речима, свака душа најпре мора да пати у вртлогу, ватри или на неки други начин због дела учињених у току овоземаљског живота. Када се „очисти“, она лута срећна Еисинским пољима све док не остане есенција осећања и духа. Када се заврши овај циклус, који траје хиљаду година, душа на извору Лете изгуби сва сећања и пожели да се роди поново.

## Тумачење
Роберт Гревс је писао да је Афродита Уранија, што би значило „краљица планина или вреса“, била заправо нимфа Ерикина, богиња михољског лета. Она је уништавала светог краља после љубавног чина на планинским врховима, баш као што пчела матица уништава трута чупајући му полне органе. Због тога су и пчеле присутне приликом описа Афродитиног и Анхисовог љубавног чина на планинском врху. Овим је објаснио и поштовање Кибеле, фригијске Афродиите на планини Иди, као краљице пчела. Обичај је био да Афродитини свештеници у екстази сами себе кастрирају у знак сећања на њеног љубавника Атиса. Анхис је један од многих светих краљева које је погађао ритуални гром пошто су као живи били љубавници богиње Смрти. У ранијим верзијама овог мита Анхис је био убијен, а у каснијим се спасава да би се оправдала прича о побожном Енеји, који је донео свети паладијум у Рим, преневши свог оца из запаљене Троје. Његово име поистовећује Афродиту са Изидом, чијег је мужа Озириса кастрирао Сет прерушивши се у дивљег вепра. Анхис је, према тумачењу Гревса, синоним за Адониса. Он је имао своје светилиште у Егести, у близини планине Ерикс, о чему је писао Дионис из Халикарнаса. Анхисови ћивоти постојали су и у Аркадији и Троади. Иначе, Гревс је тврдио да су се Пријам и Анхис појавили и у Старом завету као Пирам и Ахис (ИсусНавин X, 3 i 1, књига Самуила XXVII, 2).

## Друге личности
- У Хомеровој „Илијади“, Анхис је био Ехеполов отац.[10]
- Роберт Гревс је писао да је Елим имао ванбрачног сина Анхиса, кога је Егест довео из Троје и са којим је основао градове Егесту, Естелу, Ерику и Аску.[2]